# ناتاليا ترافيمافا
ناتاليا ترافيمافا (بالبولندية: Natalla Trafimawa)‏ مواليد 16 يونيو 1979 في جوقة، منغوليا، الجمهورية الشعبية المنغولية، هي لاعبة كرة سلة بيلاروسية. يبلغ طولها 6 قدم 0 بوصة (1.8 م). مثلت منتخب بلادها. شاركت في دورة الألعاب الأولمبية الصيفية سنة 2008.

## سجل المنافسة
شاركت في المنافسات التالية:
- الألعاب الأولمبية الصيفية 2008
- الألعاب الأولمبية الصيفية 2016
- كأس العالم لكرة السلة للسيدات 2014

## روابط خارجية
- ناتاليا ترافيمافا على موقع الاتحاد الدولي لكرة السلة (الإنجليزية)
- ناتاليا ترافيمافا على موقع كرة السلة الأوروبية.كوم (الإنجليزية)
- ناتاليا ترافيمافا على موقع بروبوليرز (الإنجليزية)
- ناتاليا ترافيمافا على موقع سبورتس رفرنس (الإنجليزية)
- ناتاليا ترافيمافا على موقع أوليمبيديا (الإنجليزية)